# И Со Йън
И Со Йън (на корейски: 이소연) е южнокорейка, първият космонавт от Южна Корея и втората космонавтка от Азия. Има научно звание доктор по биотехнология, спортистка (таекуондо).

## Изписване на името
- на български: И Со Йън
- на латиница: Lee So Yeon

## Биография
Родена е в Куанджу, Южна Корея на 2 юни 1978 г. Завършва Научното средно училище в Куангджу (на английски: Kwangju Science High School). Учи във факултета по механика и машиностроене в Корейския институт по перспективни научни изследвания и технологии (Шаблон:Korea Advanced Institute of Science and Technology, KAIST) в гр. Теджън, където получава степените бакалавър и магистър. След завършването си остава там на работа, като подготвя и защитава дисертация по биотехнология на 29 февруари 2008 г. Решението за нейното удостояване с докторска степен е в нейно отсъствие, тъй като в същото време се намира в руския Център за подготовка на космонавти (ЦПК).

## Подготовка за Космоса
На 21 април 2006 г. правителството на Южна Корея в рамките на космическата общонационална програма обявява открит конкурс за участие в подготовката на космонавти за полет на МКС с руския кораб „Союз ТМА-12“ през пролетта на 2008 г. И Со Йън е сред общо 36 206 кандидати, подали заявки за участие
- Октомври 2006 г. – И Со Йън е избрана като една от 30 полуфиналисти.
- Ноември 2006 г. – избрана като една от 10 финалисти.
- На 2 декември 2006 г. е сред 8-те финалисти, изпратени на медицински изследвания в ЦПК „Ю. Гагарин“.
- На 12 декември 2006 г. е сред 6-те кандидати за космонавти.
- На 25 декември 2006 г. е един от двамата финалисти.
- На 24 януари 2007 г. успешно преминава предварителното медицинско изследване.
- На 6 март 2007 г. е допусната до специални тренировки.
- На 5 септември 2007 г. е избрана за дубльор на южнокорейския космонавт Сан Ко.
- На 10 март 2008 г. става член на основния екипаж на кораб „Союз ТМА-12“, след като Сан Ко, по настояване на руската страна, е понижен до статус на дубльор.[2]
- На 18 март 2008 г. в състава на основния екипаж на кораба „Союз ТМА-12“ успешно полага предполетния изпит.[3]
- На 8 април 2008 г. полита в космоса.

След полета до МКС И Со Йън и Сан Ко вземат участие в планирания от НАСА за 2020 г. проект за колонизация на Луната като астронавти-изследователи на Корейския институт за аерокосмически изследвания (КАРИ) (на английски: Korea Aerospace Research Institute – KARI).

## Личен живот
И Со Йън не е омъжена. От 12-годишна се занимава с таекуон-до. Влиза в олимпийския отбор на страната си.